# Pagode Shengxiang
La stupa Shengxiang ou pagode Shengxiang (chinois : 胜像宝塔 ; pinyin : Shèngxiàng bǎotǎ ; litt. « pagode Shengxiang ») est un chörten (stüpa dans le style tibétain), construite en 1343, sous la dynastie Yuan (dynastie mongole), et situé en bas de la tour de la Grue jaune, dans le district de Wuchang, à Wuhan, province de Hubei, en Chine. Elle est située, comme la tour, sur la colline du Serpent (zh) et a été classée sur la liste des sites historiques et culturels majeurs protégés au niveau national en 1995.